# 东山宫 (罗源县)
东山宫，是位于福建省福州市罗源县中房镇林家村的一个清代古建筑，1986年入选第二批罗源县文物保护单位。
东山宫的正殿建于明洪武年间，后殿及宫门建于清朝。正殿单檐歇山顶，雕梁画栋，戏台上有八角形藻井，由数十个形态各异的斗拱叠成，上绘有“双凤朝阳”彩绘。